# ابراد (یمن)
 أبراد  روستای کوچکی از توابع استان مأرب در کشور یمن و در شبه جزیره عربستان واقع می‌باشد.

## جمعیت
دارای ۹۵ خانوار و ۹۰۸ نفر جمعیت می‌باشد.  أبراد  روستایی است کوهستانی ودارای آب وهوای معتدل است، تقریباً در بیشتر روزهای سال کوه‌های اطراف روستا سرسبز است. جنگل‌های انبوه از درختهای کوهستانی مانند کنار و سمر و دیگر درختان کوهستانی روستا را احاطه نموده‌است. مردم این روستا به دامداری اشتغال دارند. 